# Шабунин, Николай Авенирович
Николай Авенирович Шабунин(1866—1907) — русский художник, ученик И. Е. Репина, фотограф, этнограф и краевед. Автор сборника уникальных фотографий северных областей России «Путешествие на Север», изданного в 1906 году. Также известен как автор нескольких картин, посвящённых генералиссимусу А. В. Суворову. 

## Биография

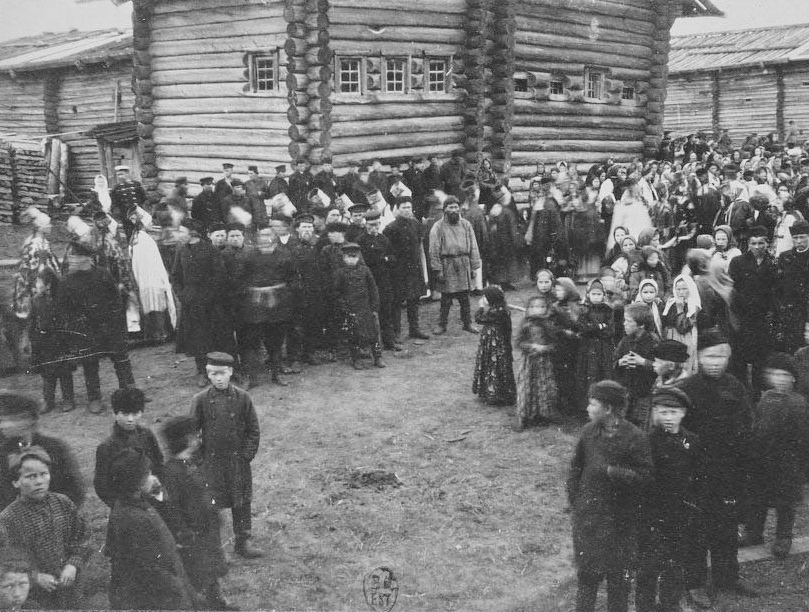
Крестьяне на Русском Севере

Н. А. Шабунин родился 6 апреля 1866 году в селе Юрома, Мезенского уезда Архангельской губернии, в семье приходского священника. В ранние годы Н. Шабунин учился в Архангельском духовном училище. Уже тогда в нём проявляется интерес к художественному творчеству, он осваивает секреты иконописного мастерства. В 20 лет, в 1886 году Николай Шабунин уехал в Санкт-Петербург и поступил вольнослушателем в Рисовальную школу Императорского общества поощрения художеств, а затем — в Императорскую Академию художеств, в класс И. Е. Репина. Обучение было успешным. В 1894 году Шабунин был отмечен двумя поощрительными медалями Академии, а в 1899 году, за картину «В ожидании», получил звание классного художника первой степени.
Несмотря на успешную художественную карьеру (картины Шабунина были представлены на международных выставках, а написание своего портрета ему заказал однажды сам император Николай Второй), не менее ценным вкладом Шабунина в отечественную культуру стали его фотографии, сделанные во время поездки по Русскому Северу в 1903—1904 годах. Эти редкие снимки, без преувеличения, открывают перед нами целую цивилизацию, мир вековой народной культуры накануне его окончательной гибели. На уникальных фотографиях, практически не известных до сих пор широкому зрителю, ярко представлено культурное и бытовое своеобразие населения русского северного Поморья. Фотографии, сделанные Н. А. Шабуниным, представляют собой бесценный материал для изучения быта и культуры русского Поморья.

## Галерея

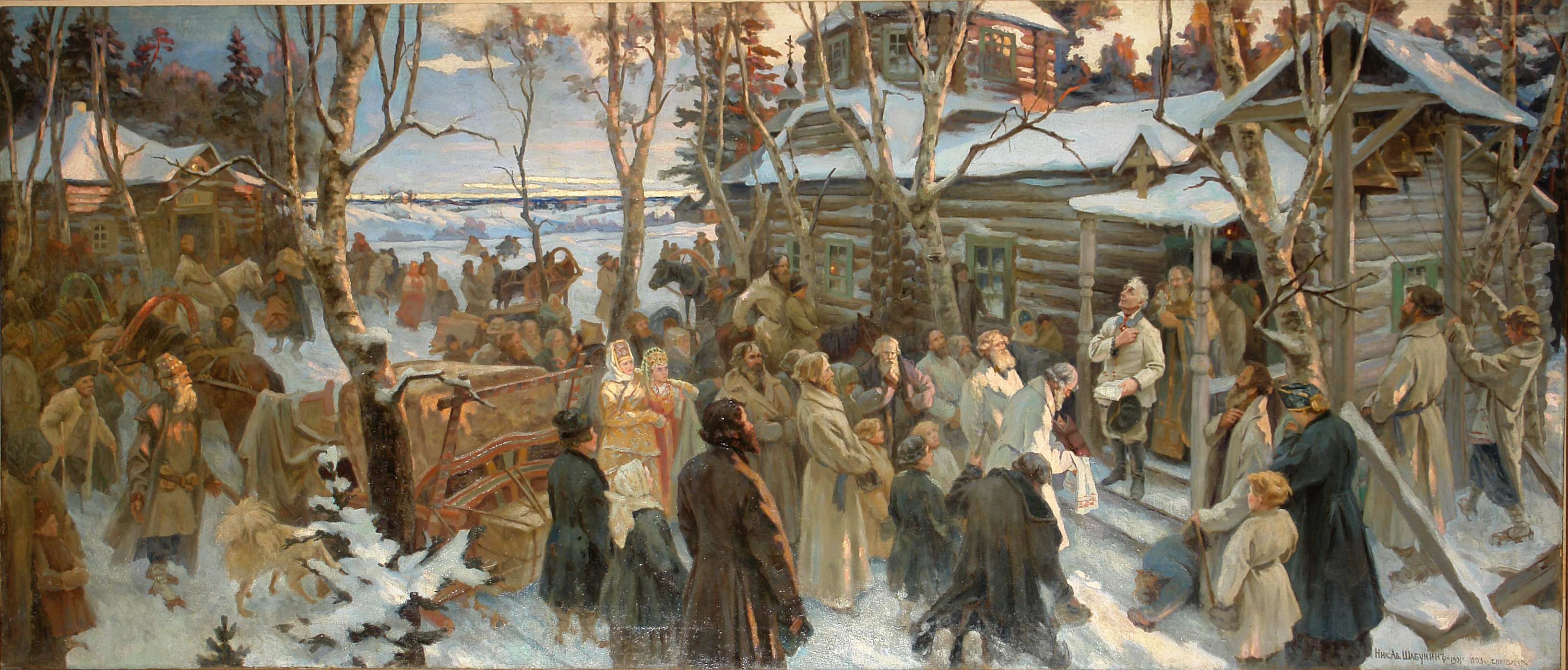
Отъезд А. В. Суворова из села Кончанского в поход 1799 года.
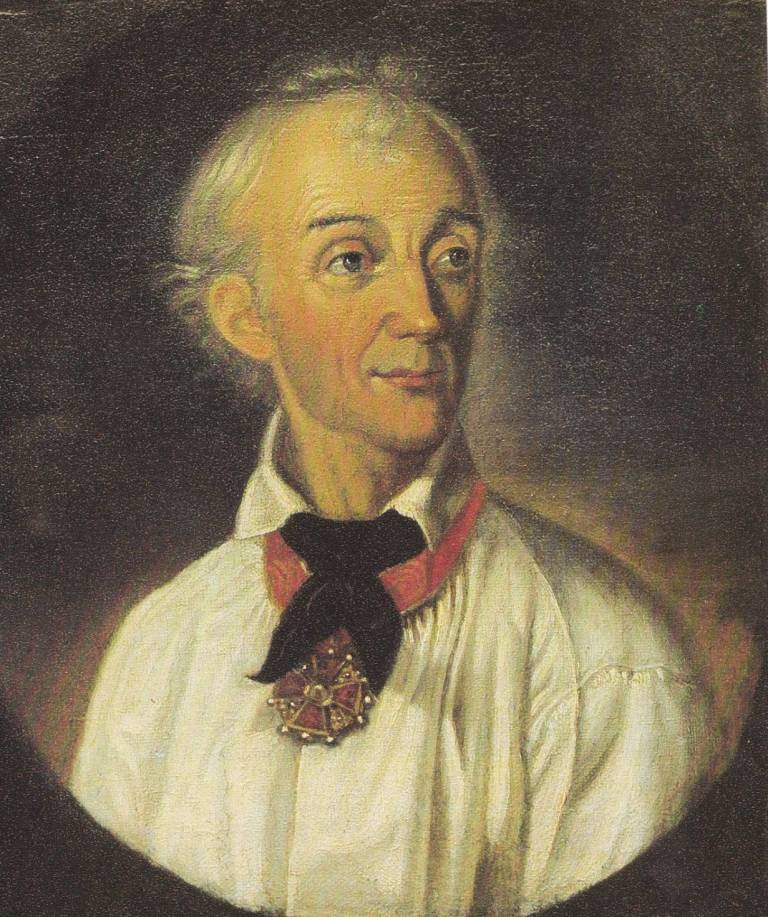
Портрет А. В. Суворова
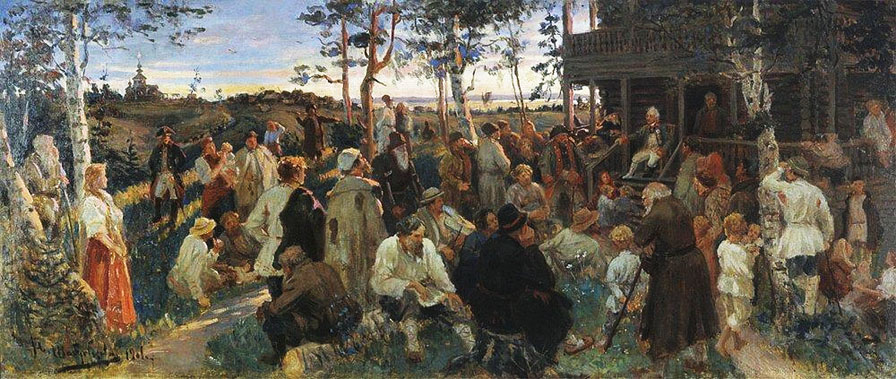
А. В. Суворов с крестьянами
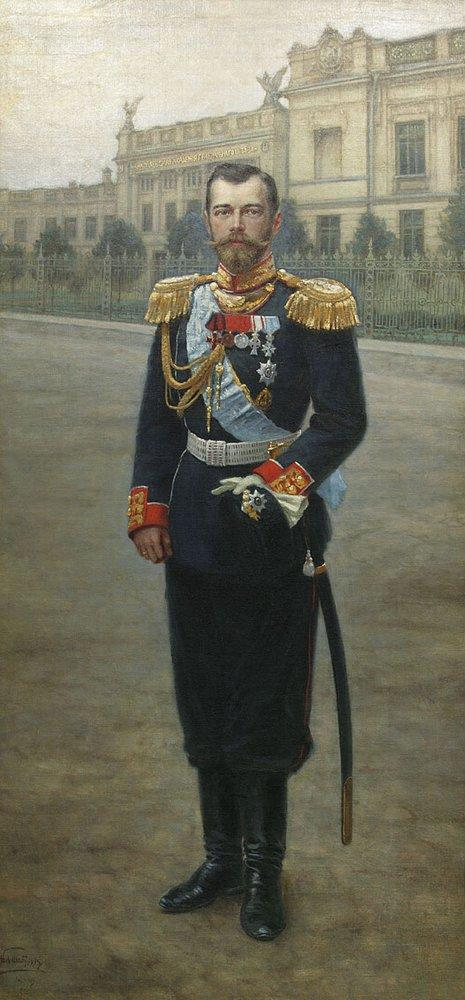
Портрет Николая II

## Книга Н. А. Шабунина
- Шабунин Н. А. Северный край и его жизнь (полностью оцифрованная версия на сайте «Культурное наследие Архангельского Севера»)